# Fyfield, Oxfordshire
Fyfield är en by i civil parish Fyfield and Tubney, i distriktet Vale of White Horse, i grevskapet Oxfordshire, i England. Byn är belägen 8 km från Abingdon-on-Thames. Fyfield var en civil parish fram till 1952 när blev den en del av Fyfield and Tubney. Civil parish hade 280 invånare år 1951. Byn nämndes i Domedagsboken (Domesday Book) år 1086, och kallades då Fivehide.